# Juan Ignacio Ramírez
Juan Ignacio Ramírez Polero (* 1. Februar 1997 in Mercedes) ist ein uruguayisch-italienischer Fußballspieler.

## Karriere

### Verein
Der 1,80 Meter große Offensivakteur spielte bis 2011 für den Nachwuchs der in seiner Geburtsstadt Mercedes beheimateten Vereine Club Ascencio sowie Sud América. Anschließend wechselte er in die Jugend des Danubio FC und später zu Liverpool Montevideo. Dort gab er 2016 sein Debüt in der Clausura und kam erstmals bei der 1:3-Heimniederlage gegen Juventud am 21. Februar 2016, als er von Trainer Gabriel Oroza in der 56. Spielminute für Jhonatan Candia eingewechselt wurde, zum Einsatz. Im Sommer 2021 folgte dann eine halbjährige Leihe an den französischen Erstligisten AS Saint-Étienne. Nach nur fünf Ligaspielen kehrte er Anfang 2022 nach Uruguay zurück und es folgte eine weitere Leihe an Nacional Montevideo. Mit dem Verein aus der Hauptstadt feierte Ramírez erstmals den Gewinn der nationalen Meisterschaft und wurde anschließend fest verpflichtet. Zur Saison 2024 wechselte er zum argentinischen Verein Newell’s Old Boys und wurde im Folgejahr nach Chile zu Everton verliehen.

### Nationalmannschaft
Von 2015 bis 2020 absolvierte Ramírez 16 Partien für diverse uruguayische Jugendnationalmannschaften und erzielte dabei mindestens zwei Treffer. Die beiden Tore erzielte er während des Olympia-Qualifikationsturniers 2020 für die U-23-Auswahl gegen Argentinien (2:3) und Kolumbien (3:1). Im Juni 2021 nominierte ihn Trainer Óscar Tabárez erstmals für die A-Nationalmannschaft seines Landes, doch in den beiden WM-Qualifikationsspielen gegen Venezuela und Paraguay kam er zu keinem Einsatz.

## Erfolge
- Uruguayischer Meister: 2022

## Auszeichnungen
- Torschützenkönig der uruguayischen Primera División: 2019 (24 Tore), 2023 (19 Tore)